# Karva Chauth
Karva Chauth ou Karwa Chauth ou Karaka Chaturthi (en sanskrit : करकचतुर्थी, romanisé : Karakacaturthī) est une fête célébrée par les femmes hindoues du nord et de l'ouest de l'Inde en octobre ou novembre lors du mois lunaire hindou de Kartika,. 

## Présentation
Comme de nombreuses fêtes hindoues, Karva Chauth est basée sur une variante luni-solaire du calendrier hindou. La fête tombe le quatrième jour après la pleine lune.
Lors du Karva Chauth, les femmes mariées et les femmes célibataires observent particulièrement un jeûne du lever au lever de la lune pour la sécurité et la longévité de leurs maris. Le jeûne de Karva Chauth est traditionnellement célébré dans les États de Delhi, Haryana, Rajasthan, Pendjab, Jammu, Madhya Pradesh, Uttar Pradesh et Himachal Pradesh. Il est célébré sous le nom d'Atla Tadde dans l'Andhra Pradesh.

## Dates annuelles
Les dates suivantes sont basées sur le calendrier hindou.
| Année | date       | Réf.   |
| ----- | ---------- | ------ |
| 2011  | 15 octobre | [ 3 ]  |
| 2012  | 2 novembre | [ 4 ]  |
| 2013  | 22 octobre | [ 5 ]  |
| 2014  | 11 octobre | [ 6 ]  |
| 2015  | 30 octobre | [ 7 ]  |
| 2016  | 19 octobre | ,      |
| 2017  | 8 octobre  | [ 10 ] |
| 2018  | 27 octobre | [ 11 ] |
| 2019  | 17 octobre | [ 12 ] |
| 2020  | 4 novembre | [ 13 ] |
| 2021  | 24 octobre | [ 14 ] |
| 2022  | 13 octobre | [ 15 ] |
| 2023  | 1 novembre | [ 16 ] |

## Galerie

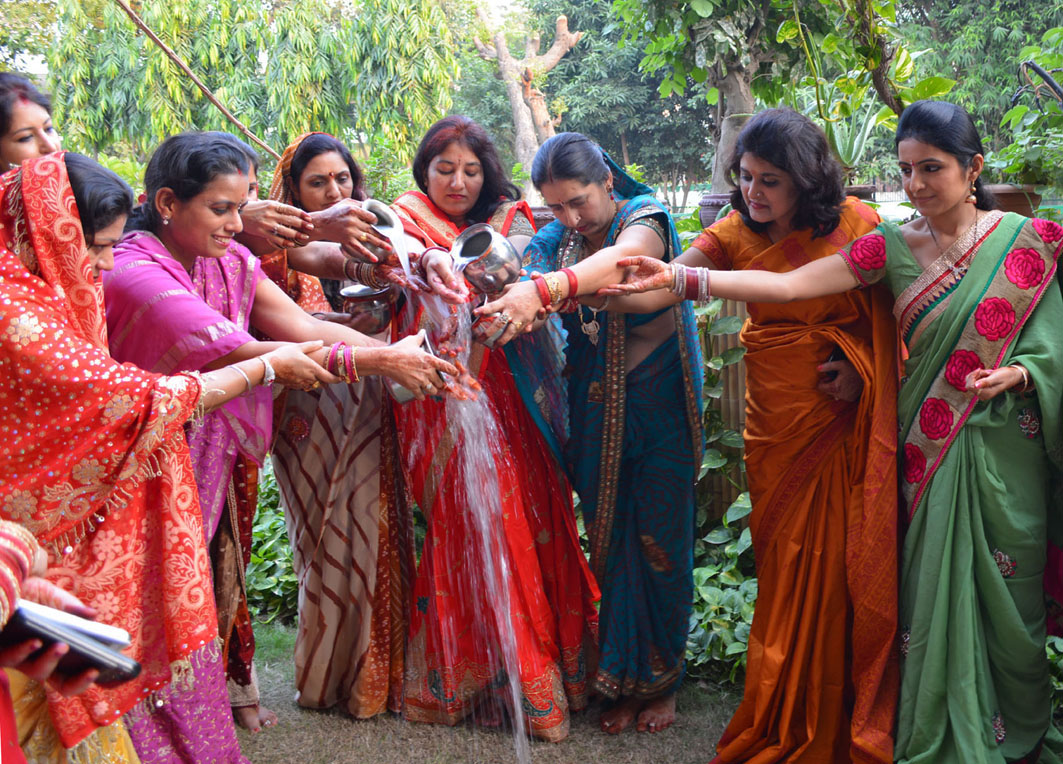
Femmes à jeun offrant de l'eau au soleil.
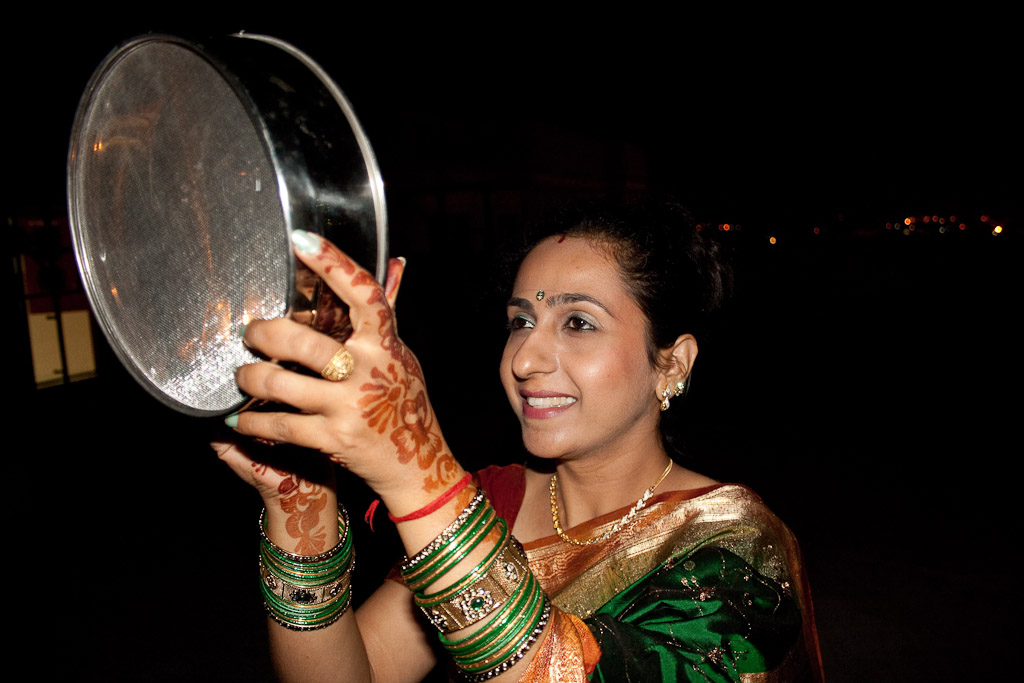
Une femme regarde la lune à travers le tamis.
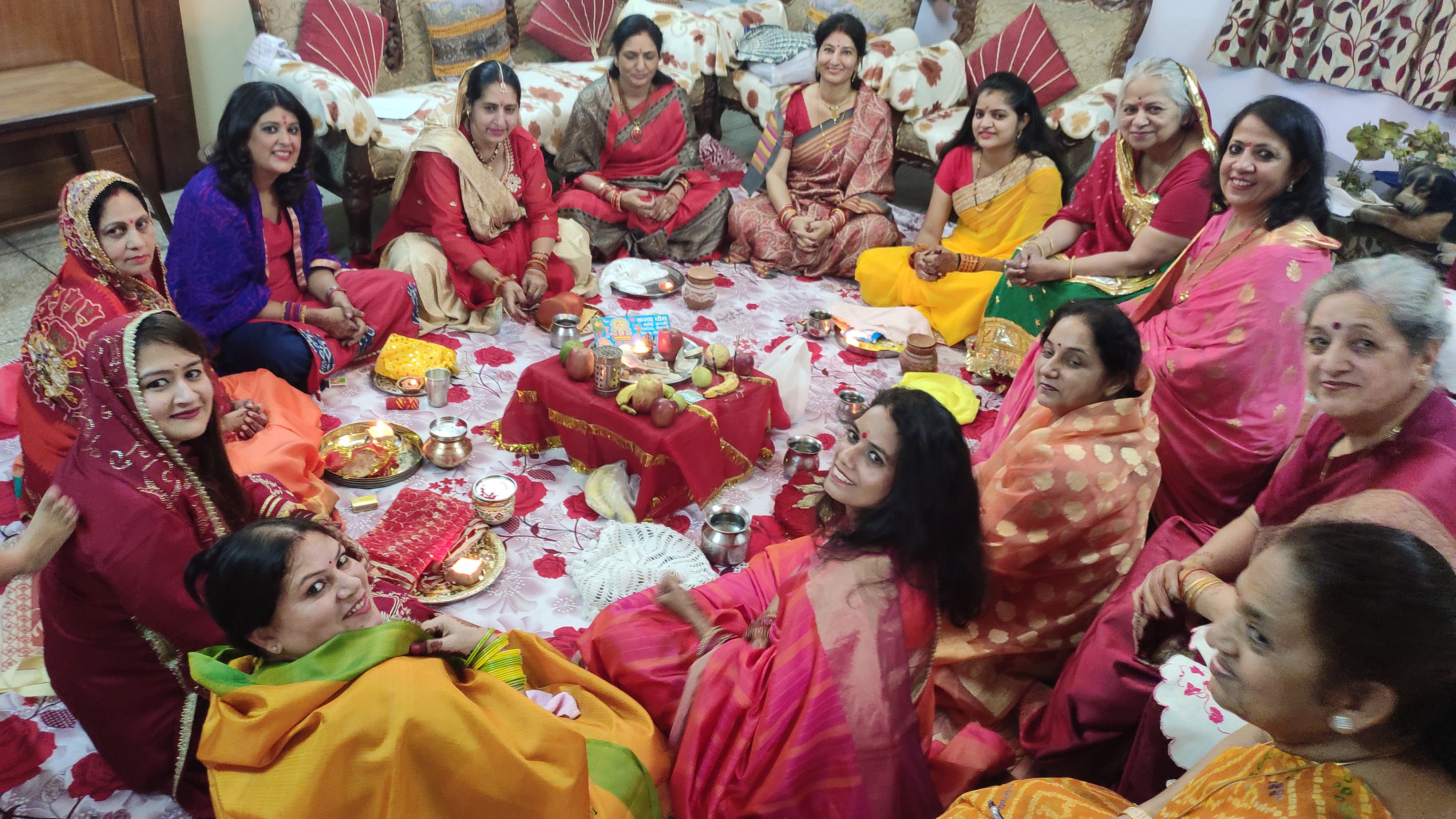
Femmes à jeun assises en cercle, tout en faisant la puja de Karva Chauth.